# Isabella Bird
Isabella Lucy Bird (Boroughbridge, 15 ottobre 1831 – Edimburgo, 7 ottobre 1904) è stata una scrittrice inglese.

## Biografia
Figlia primogenita di un pastore della Chiesa anglicana Isabella nacque a Boroughbridge, nel North Yorkshire, ma trascorse la sua infanzia a Tattenhall, un piccolo paesino poco distante da Chester, sempre nella parte settentrionale dell'Inghilterra. La famiglia cambiava spesso luogo di residenza in seguito ai frequenti trasferimenti del padre; Isabella, com'era consuetudine all'epoca, non ebbe un'istruzione formale.
Da bambina Isabella era cagionevole di salute, nel 1850 subì un intervento alla schiena e curiosamente ebbe problemi di salute per tutta la vita tranne nel corso dei suoi viaggi. Nel 1854, su consiglio medico, il padre le accordò il permesso di visitare dei parenti emigrati in America e finanziò la trasferta con 100 sterline. Isabella rimase perciò diversi mesi negli Stati Uniti e nel Canada orientale, finché le durò la sovvenzione paterna; dal dettagliato resoconto del viaggio fu tratto il suo primo libro, The Englishwoman in America, pubblicato anonimo nel 1856. Nel 1858, in seguito alla morte del padre, Isabella, la madre e la sorella minore si trasferirono ad Edimburgo. Negli anni successivi Isabella intraprese diversi viaggi in Scozia, soprattutto nelle Ebridi esterne, scrivendo diversi articoli per periodici.
Dopo la morte della madre (1868) iniziò una serie di brevi viaggi pur di evitare di stabilirsi con la sorella Henrietta (Henny) sull'isola di Mull: Isabella non tollerava infatti lo stile di vita sedentario della sorella, preferendo finanziare i suoi viaggi tramite la pubblicazione di testi. Ciò nonostante, intratteneva un fitto carteggio con la congiunta, molte delle sue opere sono infatti basate sulle lettere che scriveva alla sorella.
Nel 1872 Isabella riuscì a lasciare l'Inghilterra alla volta dell'Australia, che però non le piacque; sbarcò poi alle isole Hawaii (allora conosciute in Europa come isole Sandwich) che le piacquero al punto da divenire il soggetto del suo secondo libro, The Hawaiian Archipelago. Durante la sua permanenza trovò il modo di scalare il vulcano Mauna Loa e di rendere visita alla Regina Emma Kaleleonalani, della quale tratteggiò alcuni cenni nel suo libro. In seguito si trasferì in Colorado, all'epoca lo stato più recente degli Stati Uniti, della cui aria aveva sentito elogiare le virtù terapeutiche. Nel 1873, in abbigliamento sportivo e a cavallo (Isabella montava al modo maschile) percorse circa 800 miglia nelle Montagne Rocciose. Le sue lettere alla sorella, già pubblicate nel periodico Leisure Hour, costituirono il suo quarto e probabilmente più celebre libro, A Lady's Life in the Rocky Mountains. In Colorado Isabella rimase affascinata da Jim Nugent, un pittoresco personaggio dal passato poco limpido del quale scrisse alla sorella che è l'uomo di cui ogni donna si innamorerebbe ma che nessuna donna sana di mente sposerebbe mai. Nugent venne ucciso poco tempo dopo che Isabella lasciò il Colorado.
Da San Francisco Isabella si imbarcò per il Giappone, qui percorse a cavallo la parte settentrionale dell'isola di Hokkaidō, soggiornò a lungo con la popolazione Ainu. Rimase in Giappone da maggio a dicembre 1878. Da quest'esperienza nacque il libro Unbeaten Tracks in Japan pubblicato nel 1880. Dal Giappone si diresse a Hong Kong, Canton, Saigon e Singapore.
Rientrò in Inghilterra ma poco dopo il suo rientro perse la vita sua sorella. A quasi cinquant'anni (1881) Isabella sposò il medico curante della sorella, John Bishop che morì nel 1886.
Assecondando le sue condizioni di salute prevedibilmente peggiorate nel 1888 si diresse in India. Fondò il Henrietta Bird Hospital ad Amritsar e il John Bishop Memorial Hospital a Srinigar. Si diresse poi verso il Kashmir e ad Ladakh, al confine col Tibet. Durante il tragitto ebbe un incidente e si fratturò due costole, a Smila, nell'India settentrionale conobbe il maggiore Herbert Sawyer diretto in Persia, i due attraversarono insieme il deserto ed arrivarono a Tehran, lasciato il suo compagno di viaggio Isabella proseguì per l'Iran settentrionale, il Kurdistan e la Turchia. Dopo questo viaggio pubblicò il suo terzo libro sul turismo equestre Journeys in Persia and Kurdistan. Il libro Among the Tibetans, resoconto del suo viaggio in Tibet venne pubblicato nel 1894.
Due anni prima, nel 1892 era stata ammessa nella Royal Geographical Society della quale fu il primo membro femminile.
Nel 1894 lasciò nuovamente l'Inghilterra diretta in Giappone e poi in Corea dove rimase diversi mesi e che dovette lasciare per lo scoppio della prima guerra sino-giapponese. Si recò in Manciuria, dove a Mukden scattò alcune fotografie di soldati diretti al fronte. Tornò in Corea per documentare la devastazione della guerra. Nel 1896 risalì con un sampan il fiume Yangtze fino alla provincia del Sichuan dove venne imprigionata dalla folla in una casa che poi venne data alle fiamme, si salvò in extremis grazie all'intervento di un distaccamento di soldati. Si diresse verso le montagne al confine col Tibet e nel 1897 fece ritorno in patria dove scrisse il libro The Yangtze Valley and Beyond pubblicato nel 1900.
Il suo ultimo viaggio fu in Marocco, nel 1901. Al ritorno si ammalò e morì ad Edimburgo il 7 ottobre del 1904.

## Opere
- The Englishwoman in America, in Progetto Gutenberg. (1856)
- Pen and Pencil Sketches Among The Outer Hebrides (pubblicato su The Leisure Hour) (1866)
- The Hawaiian Archipelago, in Progetto Gutenberg. (1875)
- The Two Atlantics (published in The Leisure Hour) (1876)
- Australia Felix: Impressions of Victoria and Melbourne (pubblicato su The Leisure Hour) (1877)
- A Lady's Life in the Rocky Mountains, in Progetto Gutenberg. (1879)
- Unbeaten Tracks in Japan, in Progetto Gutenberg. (1880)
- Sketches In The Malay Peninsula (pubblicato su The Leisure Hour) (1883)
- The Golden Chersonese and the way Thither, in Progetto Gutenberg. (1883)
- A Pilgrimage To Sinai (pubblicato su The Leisure Hour) (1886)
- Journeys in Persia and Kurdistan (1891)
- Among the Tibetans, in Progetto Gutenberg. (1894)
- Korea and her Neighbours (1898)
- The Yangtze Valley and Beyond (1899)
- Chinese Pictures (1900)
- Notes on Morocco (pubblicato su Monthly Review) (1901)